# Baseball aux Jeux asiatiques de 2006
Le tournoi de baseball aux Jeux asiatiques de 2006 se déroule du 29 novembre au 7 décembre à Doha au Qatar.
Seul un tournoi masculin est disputé. Les rencontres ont lieu au Al-Rayyan Sports Club.
Taïwan remporte la compétition devant le Japon.
Les quatre premiers du classement sont qualifiées pour la Coupe du monde de baseball 2007, mais à la suite du retrait de la Chine, c'est l'équipe de Thaïlande qui prend sa place lors du tournoi mondial.

## Format du tournoi
Les six équipes présentes s'affrontent dans une poule unique au format round robin. Le premier de la poule remporte la médaille d'or, le deuxième la médaille d'argent et le troisième la médaille de bronze.
Si une équipe mène par dix points d'écart à partir de la 5e manche (ou suivante), le match est arrêté en vertu de la mercy rule.

## Poule
| Date        | Lieu      | Recevant     | Visiteur     | Score         |
| ----------- | --------- | ------------ | ------------ | ------------- |
| 29 novembre | Al-Rayyan | Thaïlande    | Chine        | 1 - 4         |
| 29 novembre | Al-Rayyan | Japon        | Philippines  | 17 - 2 (5 m.) |
| 30 novembre | Al-Rayyan | Taïwan       | Corée du Sud | 4 - 2         |
| 30 novembre | Al-Rayyan | Chine        | Philippines  | 15 - 4 (7 m.) |
| 2 décembre  | Al-Rayyan | Corée du Sud | Japon        | 7 - 10        |
| 2 décembre  | Al-Rayyan | Taïwan       | Thaïlande    | 16 - 0 (5 m.) |
| 3 décembre  | Al-Rayyan | Philippines  | Corée du Sud | 2 - 12 (7 m.) |
| 3 décembre  | Al-Rayyan | Japon        | Chine        | 16 - 0 (5 m.) |
| 4 décembre  | Al-Rayyan | Chine        | Taïwan       | 2 - 4         |
| 4 décembre  | Al-Rayyan | Corée du Sud | Thaïlande    | 12 - 1 (8 m.) |
| 5 décembre  | Al-Rayyan | Chine        | Taïwan       | 2 - 4         |
| 5 décembre  | Al-Rayyan | Philippines  | Taïwan       | 0 - 16 (5 m.) |
| 6 décembre  | Al-Rayyan | Thaïlande    | Philippines  | 8 - 1         |
| 6 décembre  | Al-Rayyan | Chine        | Corée du Sud | 2 - 12 (7 m.) |
| 7 décembre  | Al-Rayyan | Japon        | Taïwan       | 7 - 8         |

| Pl. | Équipe       | J | V | D | PM | PC | %     |
| --- | ------------ | - | - | - | -- | -- | ----- |
| 1   | Taïwan       | 5 | 5 | 0 | 47 | 11 | 1.000 |
| 2   | Japon        | 5 | 4 | 1 | 56 | 17 | .800  |
| 3   | Corée du Sud | 5 | 3 | 2 | 45 | 19 | .600  |
| 4   | Chine        | 5 | 2 | 3 | 23 | 36 | .400  |
| 5   | Thaïlande    | 5 | 1 | 4 | 10 | 39 | .200  |
| 6   | Philippines  | 5 | 0 | 5 | 9  | 67 | .000  |

## Classement final
| Pl. | Sélection    |
| --- | ------------ |
|     | Taïwan       |
|     | Japon        |
|     | Corée du Sud |
| 4   | Chine        |
| 5   | Thaïlande    |
| 6   | Philippines  |

## Médaillés
| Médaille | Pays         | Noms |
| -------- | ------------ | --- |
| Or       | Taïwan       | Chang Chien Ming, Chang Tai Shan, Chen Chin Feng, Chen Feng Min, Chen Yung Chi, Chiang Chien Ming, Hsieh Chia Shian, Hu Chin Lung, Keng Po Hsuan, Kuo Hung Chih, Lee Chen-Chang, Lin Chih Sheng, Lin Ko Chien, Lin Wei Chu, Lin Yueh Ping, Pan Wei Lun, Shih Chih Wei, Tseng Sung Wei, Wang Chuan Chia, Yang Chung Shou, Yeh Chun Chang, Yu Shien Ming       |
| Argent   | Japon        | Hisayoshi Chono, Koichi Fukuda, Kohhei Hasebe, Yasutaka Hattori, Keiji Ikebe, Takuya Ishiguro, Hideto Isomura, Satoshi Komatsu, Takeshi Koyama, Naoki Miyanishi, Shigeki Nakano, Kei Nomoto, Shoji Saeki, Yasuyuki Saigo, Yohsuke Shinomiya, Kanya Suzuki, Kenji Suzuki, Kentaro Takasaki, Daisuke Tanara, Kosuke Ueyama, Kenichi Yokoyama, Takashi Yoshiura |
| Bronze   | Corée du Sud | Cho Dong Chan, Cho In Sung, Jang Sung Ho, Jang Won-Sam, Jeong Keun-Woo, Jung Min Hyuk, Kang Min-Ho, Lee Byung Kyu, Lee Dae-Ho, Lee Hei Chun, Lee Jin-Young, Lee Taek-Keun, Lee Yong-Kyu, Oh Seung-Hwan, Park Jae-hong, Park Jin-Man, Park Ki Hyuk, Ryu Hyun-Jin, Shin Chul In, Son Min Han, Woo Kyu Min, Yoon Suk Min                                        |